# رنسیس لیکرت
رنسیس لیکرت (انگلیسی: Rensis Likert; ۵ اوت ۱۹۰۳ – ۳ سپتامبر ۱۹۸۱) روان‌شناس، آماردان، و جامعه‌شناس اهل ایالات متحده آمریکا بود. او در شین، وایومینگ متولد شد. او عضو آکادمی هنر و علوم آمریکا بود. وی در سن ۷۸ سالگی در ان آربور، میشیگان، درگذشت.